# Liste der Monuments historiques in Saint-Nazaire-sur-Charente
Die Liste der Monuments historiques in Saint-Nazaire-sur-Charente führt die Monuments historiques in der französischen Gemeinde Saint-Nazaire-sur-Charente auf.

## Liste der Bauwerke
| Bezeichnung       | Beschreibung                                                                | Standort | Kennzeichnung | Schutzstatus   | Datum     | Bild           |
| ----------------- | --------------------------------------------------------------------------- | -------- | ------------- | -------------- | --------- | -------------- |
| Fontaine de Lupin | Wasserturm zur Versorgung von Schiffen mit Süßwasser, um 1763               | (Lage)   | PA00135586    | Inscrit Classé | 1995 1999 | weitere Bilder |
| Fort Lupin        | Geschützbatterie, Entwurf von Sébastien Le Prestre de Vauban, 1683 bis 1686 | (Lage)   | PA00105210    | Classé         | 1950      | weitere Bilder |

## Liste der Objekte
Zum Verständnis siehe: Kirchenausstattung
| Bezeichnung             | Beschreibung                                                                                           | Standort                                                  | Kennzeichnung | Schutzstatus | Datum | Bild |
| ----------------------- | --- | --------------------------------------------------------- | ------------- | ------------ | ----- | ---- |
| Tabernakel              | Holz, farbig gefasst und vergoldet, 18. Jahrhundert                                                    | in der Kirche St-Nazaire im südlichen Seitenschiff (Lage) | PM17000622    | Classé       | 1994  |      |
| Altar                   | Altar und Retabel; Holz, farbig gefasst und vergoldet, 18. Jahrhundert                                 | in der Kirche St-Nazaire im südlichen Seitenschiff (Lage) | PM17001477    | Inscrit      | 1985  |      |
| Schiffsmodell Le Zèle   | Votivgabe: Modell eines Linienschiffs mit zwei Geschützdecks; Holz, bemalt, Mitte des 19. Jahrhunderts | in der Kirche St-Nazaire (Lage)                           | PM17000444    | Classé       | 1958  |      |
| Gemälde Heilige Familie | Öl auf Leinwand, 19. Jahrhundert                                                                       | in der Kirche St-Nazaire im südlichen Seitenschiff (Lage) | PM17000579    | Classé       | 1990  |      |